# Валер
Валер (норв. Hvaler) — коммуна в губернии Эстфолл в Норвегии. Административный центр коммуны — город Шерхалден. Официальный язык коммуны — букмол. Население коммуны на 2007 год составляло 3961 чел. Площадь коммуны Валер — 89,54 км², код-идентификатор — 0111.

## История населения коммуны
Население коммуны за последние 60 лет.

Статистика коммуны Валер